# 하산동층
하산동층(Hasandong formation, Kasando formation, 霞山洞層)은 대한민국 경상 분지에 분포하는 중생대 백악기의 퇴적암 지층으로, 중생대 경상 누층군 신동층군의 지층이며 경상북도 의성군 다인면에서 전라남도 여수시까지 분포한다. 하산동층은 타테이와 이와오(1929)에 의해 대구광역시 하빈면 하산리 하산동 마을에서 명명되었으며, 진주 주변 지역의 삼가, 진주, 사천, 진교 지질도폭에서는 마동층(Madong formation, 馬洞層)이란 명칭이 사용되었다. 하산동층에서는 공룡의 뼈와 이빨, 알화석, 익룡뼈와 발자국 화석, 악어 두개골 화석, 거북 배갑화석, 물고기 화석 등 다양한 척추동물 화석들의 산출이 보고되었으며, 무척추동물인 복족류 및 이매패류의 패각화석과 생흔화석의 산출이 보고되었다. 하산동층의 상한과 하한은 각각 붉은색 지층의 출현과 소멸 층준으로 설정되어 있으며, 지층의 두께는 지역에 따라 640~1,300 m로 변화한다.

## 개요
경상 분지는 중생대 백악기의 퇴적암 지층 경상 누층군 신동층군, 하양층군, 유천층군으로 구성되며, 두께 3,200 m의 신동층군은 밑에서부터 낙동층, 하산동층, 진주층으로 구성된다.

### 암상
일반적으로 하산동층은 붉은색층을 빈번히 협재하는 하성 퇴적층의 발달에 의해 하위의 낙동층 및 상위의 진주층과 구분되나 하산동층의 중부에는 수십 미터 두께의 붉은색 층을 협재하지 않고 암회색이 우세한 호수 기원의 퇴적층이 진주와 하동 지역에 단속적으로 발달한다. 이 부분을 하나로 묶어 하산동층 내의 층원(Member)으로 설정하거나, 각각을 하산동층 내에 속하는 독립된 렌즈층(lens)으로 설정할 필요성이 제기되었다.

### 지질시대
경상남도 하동군 해안가 노두에서 발견된 공룡 이빨화석의 인회석으로부터 구한 U-Pb 연대는 115±10 Ma (백악기 압트절)로 보고되었으며 이 연령은 속성 작용 시기로 하산동층의 퇴적 시기는 이 보다 다소 오래된 것으로 보았다. 이용구 외(2010)는 하산동층 중부의 사암에서 분리한 가장 젊은 쇄설성 저어콘 입자의 U-Pb 연대를 109.0±3.4 Ma로 측정하여 하산동층의 퇴적시기를 백악기 알비절에 대비하였다. 이태호는 쇄설성 저어콘의 U-Pb 연령에 근거해 하산동층의 최고 퇴적 시기로 118.0±2.6 Ma (백악기 압트절)을 보고하였다. 고생물학적 그리고 절대연령 자료를 종합하면 하산동층은 백악기 전기의 압트절-알비절에 퇴적된 것으로 보인다.

### 지층 내 이산화탄소 저장
김중휘와 김준모(2013)는 경상 분지 내 하산동층의 이산화탄소 지중 저장 용량을 평가하였다. 평가 결과 이산화탄소 저장 밀도는 북부, 중부 및 남부 지역 순으로 큰 것으로 나타났으며 각 지역 내 하산동층의 공극률 특성과 유사한데 이는 공극률이 이산화탄소 저장 밀도에 가장 큰 영향을 끼침을 지시한다. 이산화탄소 잠재 저장 용량은 북부, 남부, 중부 순으로 큰데 이는 중부 지역에서 하산동층의 두께가 얇고 경사는 더 크기 때문이다.

## 지역별 암상과 화석

### 안동시
예천 지질도폭(1988)에 의하면 안동 단층 남부 지역인 안동면 안사면 쌍호리와 안동 단층 북부 지역인 의성군 다인면 용곡리, 예천군 풍양면 흔효리, 지보면 어신리, 대죽리 일부 지역, 호명면 본포리에 분포하며 안동 단층 이남에서는 상하위의 낙동층, 진주층과 각각 정합 관계이나 안동 단층 이북에서는 상하부에 낙동층, 진주층 없이 고립적으로 분포하며 선캄브리아기 변성암류를 직접 부정합으로 덮는다. 주로 역암, 역질사암, 알코스사암 및 자색(赭色) 셰일로 구성되며 간혹 암회색 또는 암녹색 셰일이 협재된다. 안동 단층 이남에서의 본 지층은 북서 30~40°의 주향과 북동 5~30°의 경사를 보이나 안동 단층 이북에서는 거의 수평층이다.
하산동층은 경상 누층군 전 지층을 통틀어 안동 단층 이북 지역에 분포지가 존재하는 유일한 지층이다. 안동 단층은 경상 분지의 확장 중 지구 또는 반지구대의 끝에 놓여 인장 방향에 평행한 전이 단층(transfer fault)의 역할을 했는데 하산동층만 안동 단층 이북에 퇴적된 것은 하산동층 퇴적 기간동안 안동 단층의 활동이 적었거나 없었음을 지시한다.

### 의성군

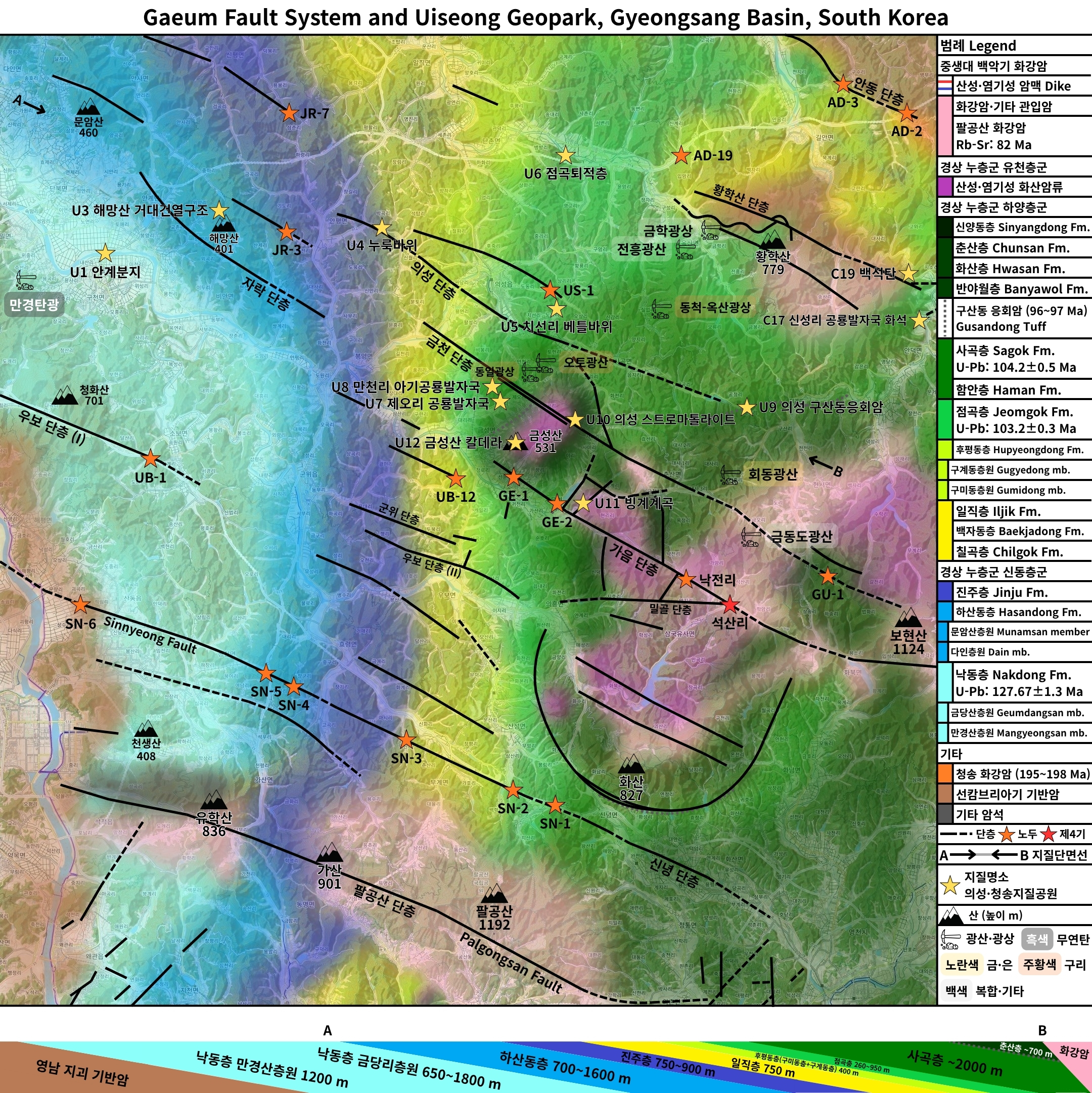
의성군의 지질과 가음 단층대

의성군에 해당하는 낙동 지질도폭과 의성 지질도폭 지역에서 하산동층은 하부의 사암과 역질사암이 우세한 다인층원(Knh1; Kyeongsang supergroup sindong group Hasandong formation lower Dain member, 多仁層員)과 상부의 역질사암과 역암이 우세한 문암산층원(Knh2; Kyeongsang supergroup sindong group Hasandong formation upper Munamsan member, 門巖山層員)으로 구분된다.
신동층군 하부의 퇴적상 및 퇴적 환경 변화를 알아보기 위해 의성군 다인면 가원리(북위 36° 26′ 15.03″ 동경 128° 22′ 09.62″ / 북위 36.4375083°  동경 128.3693389° )에서 하산동층 하부에서 낙동층 하부까지 총 1,530 m 심도로 시추하고 코어를 분석하였다. 코어 하부에는 하천 퇴적물과 호수 내지 저습지 환경에서 퇴적된 것으로 해석되는 암석 조합을 보여 하천과 큰 규모의 호수가 발달했었음을 지시한다. 중부에는 하도 퇴적물로 해석되는 조합을 보이는데 그 두께가 하부에 비해 얇은 것은 하천의 수직 누적이 제한되었고, 저습지와 호수의 발달이 미약했던 것으로 해석된다. 상부는 하도 퇴적물로 해석되는 것과 비하도성 홍수 퇴적물로 해석되는 조합이 발달하는데 범람원이 발달했었던 것으로 해석되고, 홍수 시기에는 비하도성 홍수 퇴적물이 형성되었다가 이후 하도가 발달하는 과정이 반복되며 두 조합이 교호하며 퇴적된 것으로 추정된다. 시추코어의 상부로 갈수록 역질 퇴적물이 증가하고, 적색 이암이 발달하며, 하도 퇴적물의 두께가 얇아진다.

#### 다인층원과 문암산층원
낙동 지질도폭(1977)에 의하면 낙동층을 정합적으로 덮고 있으며, 상위의 진주층에 의해 정합적으로 덮힌다. 의성군 다인면에서 안사면, 안계면의 대부분 지역과 비안면의 위천 이북 지역, 안평면 금곡리, 신평면의 계곡 곡저(谷底) 지역에 이르기까지 분포한다. 주로 역암, 역질사암, 사암 및 자색(赭色) 실트스톤 등으로 구성되며 자색(赭色) 지층의 협재가 특징적이다. 상위 진주층과의 경계는 본 층 상부에서 (녹)회색 실트스톤 및 셰일층의 직하가 본 층의 최상한이다. 전반적으로 본 지층의 주향과 경사는 북서 30~40°및 북동 5~10°이며, 두께는 약 1,600 m이다.
다인층원은 주로 역질사암, 자색(赭色) 내지 담녹색 실트스톤과 사암 등으로 구성되며 상부 문암산층원의 연속성이 뚜렷한 두께 5~20 m의 역암층 직하부가 본 층원의 최상한이다. 본 층원의 암질은 역질사암이 대표적이며 그 사이에 20~40매의 자색 또는 연녹색의 실트스톤이 협재된다. 역질사암 내의 역은 하부의 낙동층 금당리층원의 그것과 비슷하다. 다인층원은 전체적으로 약 100~200 m의 두께를 주기로 역질사암 우세대와 자색(국부적으로 녹색) 실트스톤 우세대가 교대로 나타나는 지층의 윤회가 4~5회 반복되는 것이 확인된다.
문암산층원은 의성군 안사면 만리리 소재 문암산(460.1 m)을 중심으로 북서-남동 방향으로 분포하며, 하산동층의 상부 층원으로서 하부의 다인층원을 정합적으로 덮고, 상부의 진주층에 의해 정합적으로 덮인다. 본 층원은 다인층원과 같이 자색층을 협재하며 상부의 진주층과는 본 층원 상부에서 최초로 발달하는 (녹)회색 실트스톤 및 셰일층의 하한이 본 층원 최상한이다. 본 층원은 주로 회색 역암, 역질사암, 자색(赭色) 실트스톤으로 구성되며 역암이 우세하고 탄질 셰일이 국부적으로 협재된다. 일반적으로 본 층원의 하부는 역암이, 상부는 역질사암이 우세하다. 문암산층원도 다인층원과 같이 자색층을 협재하나 그 빈도가 낮고 두께는 1 m 이상으로 비교적 두껍다. 본 층원 하부에는 연속성이 불량한 두께 30 cm 내외의 석탄층이 협재된다. 회색 셰일 내에서 감정이 불가능한 식물 화석이 약간 발견될 뿐 화석은 거의 없다. 본 층원의 두께는 안사면 만리리의 문암산~봉암산 단면에서 약 900 m이다.
의성 지질도폭(1976)에 의하면 하산동층은 상위의 진주층, 하위의 낙동층과 정합 관계이다. 하산동층의 주향은 남-북, 북쪽으로 갈수록 북서 10~20°로 변하며 경사는 (북)동 10~15°이다.
다인층원의 주요 구성 암석은 역질 사암과 알코스사암이고 자색(赭色) 이암 또는 실트스톤이 협재된다. 드물게 암회색 또는 흑색 셰일이 협재된다. 자색 이암 또는 실트스톤은 동일 층준에서 녹색으로 변하기도 하며 적색의 색소가 층리면을 수직으로 사교하기도 한다. 알코스사암의 풍화면은 백색을 띤다. 다인층원의 하한은 낙동층 금당리층원의 암회색 셰일 혹은 이암 위에 놓이는 자색층 또는 자색층과 교호하는 역질사암의 층준으로 하고 상한은 해망산(401.2 m) 능선을 따라 나타나는 역암 직하부이다. 본 층원의 주향은 북서 10~30°, 경사는 북동 10°내외이며 두께는 비안면 북동부에서 750 m이다.
문암산층원의 하한은 비봉산(580 m) 주변과 문암산(460.1 m)~해망산(401.2 m)에 걸쳐 연속적으로 나타나는 역암이며 상한은 안사면 중하리 북부에 소재한 국사봉 바로 아래 역질사암 직하부이다. 문암산층원은 주로 역암, 사암, 자색 실트스톤 또는 이암으로 구성되며 하부의 역암은 문암산층원의 기저역암으로서 해망산 일대의 능선을 따라 발달한다. 지층의 주향은 비안면 산제리에서 남-북이고 안사면 중하리, 신평면 검곡리부터 북서 10~20°로 변하며 경사는 (북)동 10~15°, 두께는 700 m 내외이다.

#### 화석
의성군 봉양면 사부리의 상부 하산동층 이암에서 이매패 3종(Trigonioides kodairai, Plicatounio naktongensis, Nagdongia soni)과 복족류 1종(Viviparus sp.) 그리고 악어이빨 1점의 화석이 발견되었다.
의성군 봉양면 도원리와 화전리의 상부 하산동층에서 공룡 화석이 발견되었다. 도원리의 공룡화석은 중앙고속도로 의성 나들목 출구의 동측 절개면에서 발견되었고 현재는 낙석 방지를 위한 표면 처리가 되어 있어 관찰이 불가하다. 화전리의 공룡화석은 국도 제5호선과 국도 제28호선이 분기되는 곳에서 5번 국도 쪽의 북측 도로변 절개면에서 발견되었다. 퇴적층은 전반적으로 하도 기원의 담회색 내지 황회색 역질사암과 두께 수십 센티미터 두께의 사질이암의 호층으로 구성된다.

#### 의성지질공원 쌍호리 퇴적층
의성지질공원 쌍호리 퇴적층은 의성군 안사면 월소리 쌍호초등학교에 150 m 두께로 드러난 하산동층 문암산층원의 노두이다. 이 퇴적층은 자색 이암과 같은 세립질 지층과 역암, 사암 등 조립질의 지층이 반복되는 것이 특징이다. 중생대 백악기 초기 북쪽에서 퇴적물이 흘러내려 부채모양으로 쌓여 만들어진 것으로, 퇴적 당시에는 하천흐름이 우세한 선상지 환경이었다.

#### 의성지질공원 해망산 거대 건열구조
의성지질공원 해망산 거대 건열구조는 의성군 안계면 안정리 해망산 정상 부근(북위 36° 23′ 28.31″ 동경 128° 30′ 23.38″ / 북위 36.3911972°  동경 128.5064944° )에 위치한 대규모 건열 구조이다. 하산동층 문암산층원의 이암 내지 실트암에 해당하는 노두의 폭은 약 30 m, 높이는 약 2.5 m이다. 이 명소의 가장 중요한 특징은 중간에 협재된 자색 이암 내부에 발달한 수직적 단열을 따라 상부의 사암이 하부로 주입되어 있는 것이다. 이 명소가 가지는 형태적 특이성과 전 세계적으로 유례를 찾아보기 힘든 160 cm에 달하는 깊이의 거대한 건열 구조로 경북권 지질유산 발굴 및 가치평가 연구에서 I등급 지질유산으로 평가된 바 있다. 추가적인 학술조사 결과에 따라 세계에서 가장 깊은 건열 구조로 기록될 가능성을 보이고 있다. 이 명소는 산 중턱에 있으며 임도가 있어 차량 접근이 가능하다.

#### 노두
지방도 제912호선/927호선 의성군 신평면 교안리~안평면 금곡리 구간, 지방도 제912호선 신평면 교안리~안사면 안사리 구간, 안사풍천길 안사면 쌍호리 구간의 도로변에는 하산동층 문암산층원의 노두가 드러나 있다. 특히 쌍호리 구간(북위 36° 30′ 01.0″ 동경 128° 25′ 17.0″ / 북위 36.500278°  동경 128.421389° )에는 역암이 잘 드러나 있다.
의성군의 하산동층
- 의성군 신평면 교안리 봉호로 도로변
북위 36° 27′ 10.0″ 동경 128° 30′ 40.0″ / 북위 36.452778°  동경 128.511111°
- 동일 (이하 "왼쪽과 같음"을 의미)
- 동일
- 의성군 신평면 교안리 봉호로 도로변
북위 36° 26′ 52.0″ 동경 128° 30′ 54.0″ / 북위 36.447778°  동경 128.515000°
- 동일
- 동일
- 의성군 안사면 안사리 안신로 도로변
북위 36° 26′ 28.0″ 동경 128° 29′ 33.0″ / 북위 36.441111°  동경 128.492500°
- 동일
- 의성군 안사면 쌍호리 안사풍천길 도로변
북위 36° 30′ 01.0″ 동경 128° 25′ 17.0″ / 북위 36.500278°  동경 128.421389°
- 동일
- 동일
- 동일
- 동일
- 동일
- 하산동층(아래)과 진주층(위)의 경계, 의성군 안평면 금곡리
북위 36° 24′ 04.0″ 동경 128° 32′ 40.0″ / 북위 36.401111°  동경 128.544444°
- 의성군 안평면 금곡리
- 동일

### 대구광역시군위군과구미시
군위 지질도폭(1981)에 의하면 두께 약 700 m이며 사암, 셰일, 자색(赭色) 셰일 또는 미사암, 역질사암 및 역암으로 구성된다. 자색 셰일을 특징적으로 함유하며 본 지층 내에는 평균 두께 1.5 m의 자색층이 약 20매 협재한다. 의성군 비안면 화신리, 봉양면 남서부 신평리, 안평리, 화전리, 도원리 서부, 군위군 군위읍 중부 일대에 분포한다.
대율 지질도폭(1981)에 의하면 사암 내지 역질사암 및 이암이 우세하며 자색층의 협재로서 낙동층 및 진주층과 구별된다. 대율도폭 북서부, 구미시 장천면-군위군 효령면 지역의 하산동층 중부에는 비교적 연속성이 양호한 백색 역암 내지 역질사암이 나타난다. 이 층을 추적하면 저색층 협재에 의한 본래의 하산동층의 경계선과 사교하는 것으로 나타난다. 본 층에 협재되는 역암은 연화동층(낙동층)의 역암과 비슷하다.
하산동층 중부, 즉 효령면 내이리-장천면 묵어리 간 산지의 산허리에 나타나는 70 m 이상의 두께를 갖는 역암 또는 역질사암은 주목된다. 이는 흰색의 띠가 산허리를 두른 것 같아 멀리서도 관찰이 용이하며 추적하기 쉽다. 이는 낙동, 의성도폭에서 하산동층을 다인층원과 문암산층원으로 구분하는데 기준으로 삼았던 문암산층원의 기저 역암에 대비되는 것으로 생각되나 확실치 않다. 그 이유는 이 기저역암이 낙동도폭에서 의성도폭을 지나 군위도폭에서도 추적되는지의 여부가 확실치 않고 본 역암층 외에도 이와 비슷한 흰색의 역암층이 다른 층준에서도 나타나기 때문이다.
하산동층은 북동 10~30°의 주향과 남동 5~15°의 경사를 보이며 칠곡군 가산면 석우리와 구미시 장천면 명곡리 부근에서는 약 북동 10°의 주향을 갖는 향사 및 배사 습곡축이 발달한다. 두께는 약 500 m 내외이다.
왜관-대구 지질도폭(1928)에 의하면 주로 이암, 셰일, 사암, 역암으로 주로 붉은색을 띠며 일부 이암과 셰일은 석회질(calcareous)이다. 북동 주향에 경사는 남동 14 내지 25°이다. 전체 두께는 약 1,300 m이다. 대구광역시 북서부 지역에서 성주군 용암면 상언리에서 문명리, 선남면 도성리, 대구광역시 달성군 하빈면 북서부, 칠곡군 지천면 연화리, 창평리에 이르기까지 분포한다.
대구광역시 군위군과 구미시의 하산동층
- 구미시 장천면 오로리 장천로 도로변
북위 36° 10′ 57.0″ 동경 128° 32′ 38.0″ / 북위 36.182500°  동경 128.543889°
- 대구광역시 군위군 효령면 장군리 녹동길 도로변 (이하 동일)
북위 36° 07′ 31.0″ 동경 128° 34′ 02.0″ / 북위 36.125278°  동경 128.567222°
- 대구광역시 달성군 하빈면 기곡리 산 34-1
- 대구광역시 달성군 하빈면 묘리 산 45
북위 35° 54′ 22.2″ 동경 128° 24′ 40.4″ / 북위 35.906167°  동경 128.411222°

#### 산사태
2023년 7월 5일 아침에 군위군 효령면 불로리의 불로터널 인근 영천상주고속도로의 사면에서 산사태가 발생하여 하산동층의 암석과 흙이 고속도로 하행선을 완전히 가로막았다. 이 사고로 1명이 부상을 당했다. 해당 지역에는 하산동층의 암회색 퇴적암 지층이 드러나 있으며 호우로 지반이 약해져 하산동층 암석층이 붕괴하여 산사태가 발생하였다.

### 칠곡군
칠곡군 지천면 연화리에서 송정리로 넘어가는 솔치고개(북위 35° 57′ 33″ 동경 129° 27′ 35″ / 북위 35.95917°  동경 129.45972° ) 도로변의 하산동층 하부 흑색 이암에서 비해성(非海成) 이매패 Nagdongia soni의 화석이 산출되었다. 이 화석은 신동층군에서 가장 풍부하게 산출되는 이매패류 화석이다. 해당 지역의 하산동층은 사암, 이암, 셰일로 구성되며 북동 35°의 주향과 남동 23°의 경사를 보인다.
칠곡군 지천면 창평리의 야산 계곡 하산동층에서 약 1,000여 개의 공룡 발자국이 발견되었다. 공룡 발자국들은 하산동층 역질사암의 지층면에서 산출된다. 이곳의 발자국의 모양은 중소 타원형(장경 10~30 cm)과 지름 약 80 cm 크기의 대형타원형의 두 종류이다.
칠곡군 가산면 석우리(북위 36° 08′ 54″ 동경 128° 26′ 30″ / 북위 36.14833°  동경 128.44167° )의 하산동층에서 Thallites yabei, Onychiopsis elongata, Cladophlebis denticulata, Cladophlebis shinshuensis, Cladophlebis (Eboracia ?) lobifolia, Cladophlebis (Klukia ?) koraiensis, Brachyphyllum japonicum, Elatocladus tennerima, Taeniopteris ? sp. cf. T. auriculata 9종의 식물 화석이 발견되었다. 이들 하산동층의 식물군(flora)은 낙동층의 식물군과 아주 유사하며 이는 두 식물군이 아열대 기후에 살았음을 의미한다. 화석이 채취된 곳은 도로변 공사장으로 이곳의 하산동층은 10°정도의 경사를 보이고 박층의 흑색의 셰일이 회색의 사암과 교호되는 양상을 보인다.

### 성주군과고령군
현풍 지질도폭(1970)에 의하면 하부의 낙동층을 정합적으로 덮고 성주군 용암면 용정리에서 고령군 운수면 신간리, 대가야읍 장기리, 쌍림면 신곡리까지 북북동 방향으로 분포한다. (담,녹)회색 및 갈색 이암, 셰일, 사암으로 구성되며 자색(赭色)의 이암과 셰일 및 갈색의 역암을 함유하고, 자색의 이암과 셰일은 낙동층과 구별되는 특징이다. 하산동층의 일반적인 주향과 경사는 북동 20~40°및 남동 15~25°이며 두께는 700~800 m 정도이다.
창녕 지질도폭(1969)에 의하면 고령군 쌍림면 신곡리 북서부 지역에 드러난 하산동층(상부 250 m 구간)은 주로 담회색, 회색, 녹회색, 갈색의 이암, 셰일, 사암, 역암으로 구성되며 자색(赭色)의 이암과 셰일을 협재한다. 자색 셰일은 일반적으로 담회색 및 녹회색의 사암 또는 역질사암 위에 얇은 회색셰일층을 거쳐 두꺼운 사암층과의 사이에 협재된다. 때로는 역질사암 및 함력사암과 셰일층 사이에 협재되기도 한다. 역암의 자갈 성분은 회백색 내지 암회색 규암이 대부분이고 사암, 셰일, 석영, 화강편마암, 염기성 및 산성암맥 등으로 직경은 평균 5 cm~최대 18 cm이다. 하산동층의 주향과 경사는 북동 25~35°및 남동 15~20°이다.

#### 익룡 화석
고령군 쌍림면 합가2리(북위 35° 39′ 10″ 동경 128° 13′ 50″ / 북위 35.65278°  동경 128.23056° )에서 국도 제33호선 확장 공사를 하는 도중 녹색 이암, 흑색 셰일, 사암 등으로 구성된 하부 하산동층이 드러났고 여기서 2001년 8월 윤철수에 의해 익룡과 소형 육식공룡의 이빨, 이매패류 화석(주로 Plicatounio nakdongensis, 드물게 Nagdongia soni 산출), 어류 비늘, 거북의 배갑 및 골격, 개형충 화석 등이 발견되었다. 이곳은 고령군 성산면의 진주층에서 최초로 발견된 것에 이어 국내에서 두 번째로 익룡의 이빨 화석이 발견된 곳이다.

#### 고령 장기리 암각화
고령군 대가야읍 장기리의 고령 장기리 암각화는 역암 및 사암으로 구성된 하산동층의 노두 표면에 조각되어 있다.
고령군의 하산동층
- 고령군 쌍림면 합가리 지릿재 고개 도로변의 하산동층 노두
북위 35° 38′ 39.1″ 동경 128° 13′ 02.1″ / 북위 35.644194°  동경 128.217250°
- 고령 장기리 암각화는 하산동층에 새겨진 것이다.
북위 35° 42′ 45.7″ 동경 128° 17′ 31.1″ / 북위 35.712694°  동경 128.291972°
- 고령 장기리 암각화
- 고령 장기리 암각화 설명판

### 합천군과산청군
합천 지질도폭(1968)에 의하면 사암, 역암, 셰일, 자색 셰일로 구성되며 적색층이 자주 협재된다. 적색층의 암질은 셰일, 사질셰일 등이며 적색층 직하부에는 흔히 녹회색(greenish gray, 5GY 6/1) 사암 혹은 역질사암이 놓인다. 지층의 두께는 600 m이다.
삼가 지질도폭(1975)에 의하면 원지층(낙동층)을 정합으로 덮고 진주층에 의해 정합으로 덮이며 합천군 쌍백면 백역리와 금곡산(381.8 m)에서 삼가면 문송리와 덕진리를 지나 산청군 생비량면까지 북북동-남남서 방향으로 분포한다. 하산동층은 자색층을 협재하며 상부에서 최초로 발달하는 흑색 셰일층의 하한을 하산동층의 최상부로 정한다. 하산동층의 하부는 담회색 알코스질사암이 우세하며 간혹 1 m 내외의 담회색 셰일이 수 매 협재된다. 때로 함역질사암이 협재되기도 하는데 역은 원지층에서와 같이 규암, 셰일, 석영맥, 편마암류, 화강암질암 등이다. 중부는 녹회색 (사질)셰일, 자색 (사질)셰일이 호층으로 발달하며 대체로 셰일이 우세한 부분이고 순수 셰일보다는 사질셰일이 우세하다. 하산동층의 주향은 북동 20~40°, 경사는 남동 10~15°이며 두께는 750 m 정도이다.
합천군의 하산동층
- 합천군 합천읍 합천리 함벽루 부근에 드러난 하산동층
북위 35° 33′ 34.6″ 동경 128° 09′ 53.8″ / 북위 35.559611°  동경 128.164944°
- 합천군 용주면 팔산리 팔미재 고개 도로에 드러난 하산동층
북위 35° 31′ 13.5″ 동경 128° 08′ 43.3″ / 북위 35.520417°  동경 128.145361°
- 합천군 용주면 팔산리 팔미재 고개 도로에 드러난 하산동층
북위 35° 31′ 18.6″ 동경 128° 08′ 46.0″ / 북위 35.521833°  동경 128.146111°

### 진주시와사천시

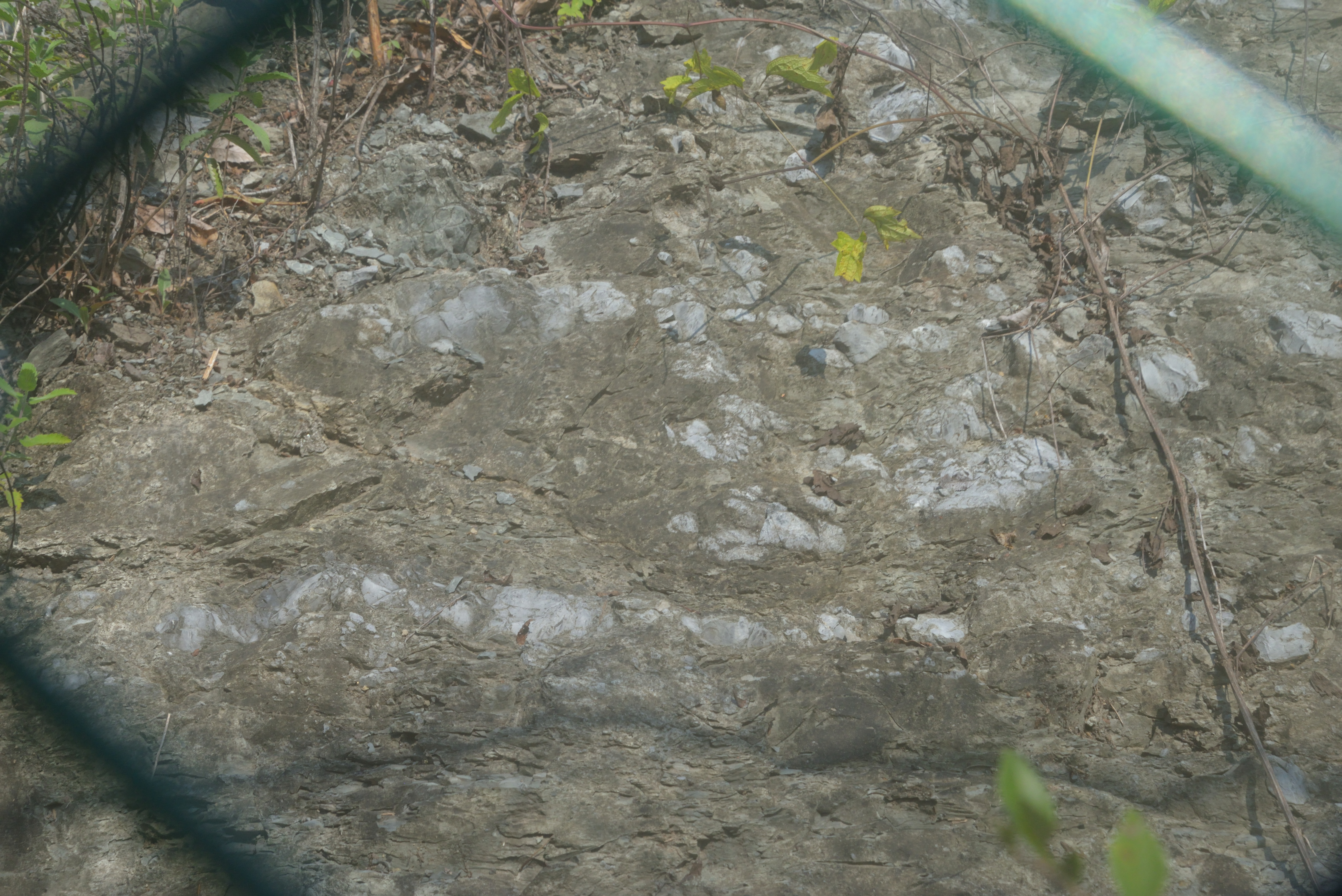
사천시 곤양면 환덕리 환덕고개 정상 지방도 제1002호선 도로변

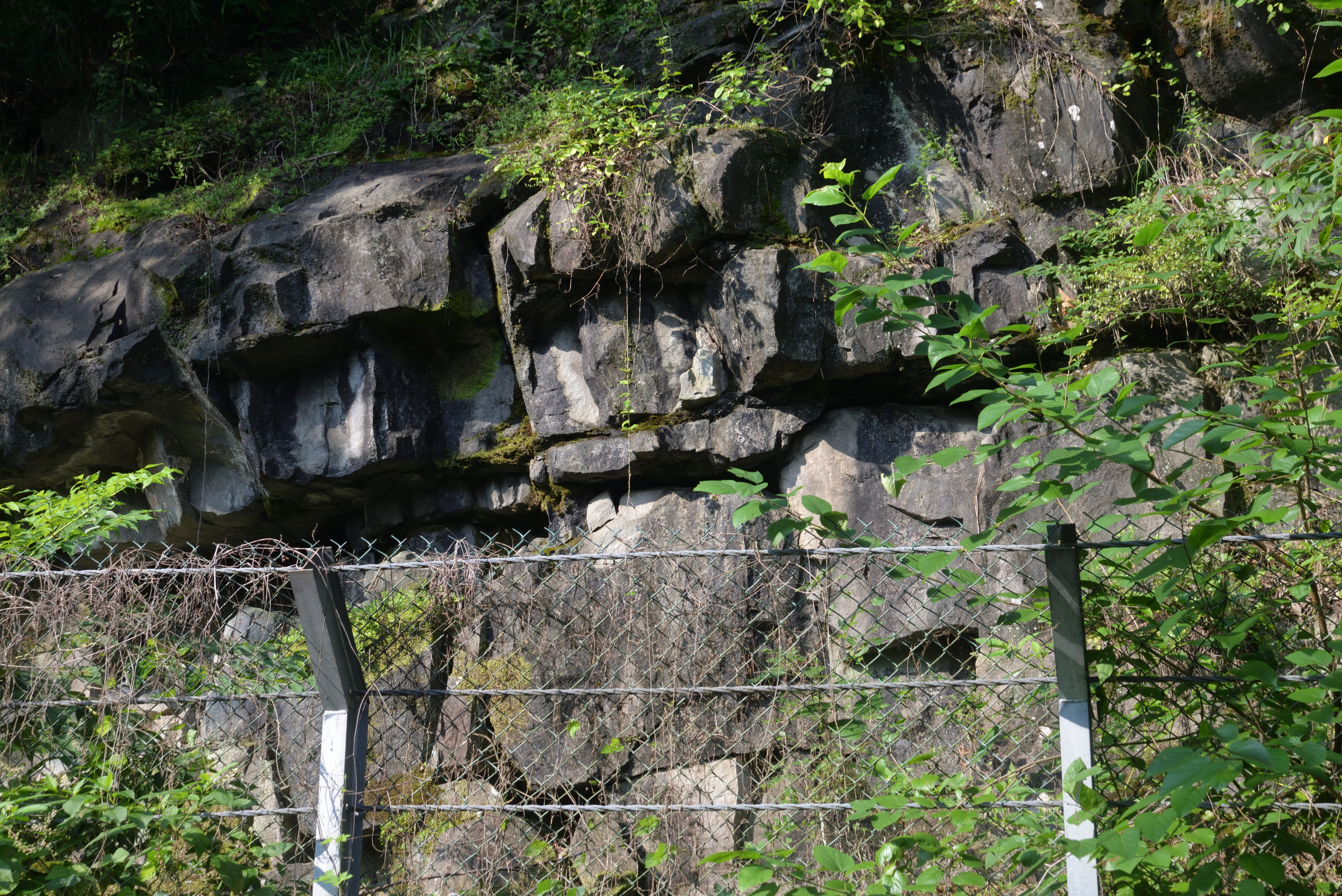
사천시 곤양면 환덕리 지방도 제1002호선 도로변

진주 지질도폭(1969)에 의하면 원지층(낙동층) 상위에 정합으로 놓이며 명석면 대부분 지역과 판문동, 귀곡동에 거의 남-북 방향으로 분포한다. 마동층과 낙동층(원지층)과의 경계는 원지층의 회색 사암 위에 놓이는 자색(赭色) 사질셰일 또는 셰일을 이 층의 하한으로 정하였다. 그러나 이 회색 사암과 자색 사질셰일 또는 셰일은 각각 모두 그 층준 상에서 첨멸하기도 하기 때문에 이 경계는 상당히 임의적인 것이다. 이 지층은 담회색 알코스질사암, 녹회색 내지 회색 사질셰일, 셰일, 자색 사질셰일의 호층으로 되어 있으며 얇은 석회암층을 수 매 협재한다. 전체적으로는 하부 원지층과의 경계 부근에서는 담회색 알코스질사암이 우세하고 상부로 가면서 점차 (사질)셰일이 많아져 중부는 이들이 우세하고 다시 상부에서는 담회색 알코스질사암이 우세해진다. 담회색 알코스질사암은 대체로 수 m 정도의 두께를 가지며 부분적으로 역(礫)을 함유하고 있다. 녹회색 내지 회색 (사질)셰일은 수십 센티미터~수십 미터 두께를 가지며 셰일보다는 사질셰일이 더 우세하다. 하산동층은 대체로 북동 10~30°의 주향을 가지며 경사는 남동 5~10°이고 두께는 1,200 m이다.
단성 지질도폭(1968)에 의하면 진주시 명석면 오미리에서 대평면 당촌리까지 북북동-남남서 방향으로 분포한다. 마동층 기저는 자색(紫色)의 석회질-사질셰일로 낙동층(원지층) 최상부 암회색 석회암을 덮고 있으며 두께는 5~6 m이다. 그 상위에는 회색 세립질 사암과 회색 셰일이 거의 같은 두께(1~2 m)로 호층을 이루며 약 800 m에 달하는데 간간히 자색(紫色)을 띠는 부분이 협재된다. 세립질 사암은 장석 입자를 많이 함유하는 층과 거의 함유하지 않는 석영사암으로 되어 있다. 마동층 하부의 사암층은 특히 박편(薄片)상으로 깨어지는 성질이 있다.
진교 지질도폭(1965)에 의하면 원지층(낙동층) 최상부 암회색 석회암층을 경계로 원지층과 구분되며 원지층을 정합으로 덮고 사천시 곤명면 금성리, 본촌리, 신흥리, 정곡리, 성방리, 곤양면 묵곡리, 송전리, 맥사리, 서포면 금진리, 외구리 지역에 분포한다. 본 층의 기저는 원지층 최상부 석회암을 덮는 약 30 m 두께의 자색(赭色) 석회질 셰일로 되어 있으며 위로 계속 사암과 셰일이 교호층을 이루고 있으나 대체적으로 본 층은 하부의 녹회색 셰일대, 중부의 사암대, 상부의 자색(赭色) 셰일대로 구분할 수 있으며 전체 두께는 1,070 m이다.
두께 460 m의 하부 녹회색 셰일대는 중립 내지 세립질사암과 호층을 이루며 수 매의 자색 셰일 및 사질셰일층이 협재된다. 두께 480 m의 중부 사암대는 대체적으로 세립 내지 중립질 사암층으로 되나 세립질이 우세하며 알코스질인 것이 많다. 본 사암 내에는 간간히 자색(赭色), 회색, 녹회색 셰일이 협재된다. 두께 130 m의 자색 셰일대는 주로 자색 셰일로 구성되고 수 매의 엷은 중립질 사암층이 협재된다.
사천 지질도폭(1969)에 의하면 내동면 내평리와 유수리 등지에 북북동 방향으로 분포하며 상, 중, 하로 구분된다. 하부 녹회색 셰일대는 중립/세립질사암과 교호하고 자색 및 사질셰일이 협재된다. 중부 사암대는 세립/중립질 사암층에 간간히 자색, 회색, 녹회색 셰일이 협재된다. 상부 자색 셰일대는 주로 자색 셰일에 중립질사암이 협재된다. 하산동층의 주향은 북동 30°, 경사는 남동 10°, 두께는 500 m이다.
오재호 외(1995)는 경상 누층군 내 석유 부존 가능성을 조사하며 남해고속도로를 따라 하산동층의 노두를 다음과 같이 기재하였다. 하산동층은 적색이암의 첫 출현으로 낙동층과 구분되며 최종 출현으로 진주층과 구분된다.
- 하산동층 하부의 노두는 남해고속도로 진교 나들목 부근에 발달한다. 이 노두의 하부는 괴상 내지 엽리상 적색 이암 및 실트스톤과 괴상 및 층상의 (극)세립 사암이 교호하고 생교란, 흔적 화석도 많다. 노두의 중부는 적색 이암을 침식하며 발달한 2매의 중립사암이 있다. 두 사암체의 경계는 박층의 회색 니질사암이나 이 니질사암은 상부 사암에 의해 침식되어 상하부 사암체의 경계가 불분명한 경우도 있다. 그러나，이 사암체를 측면으로 계속 추적하면 상하부 사암체 사이에는 두꺼운 적색 이암이 분포하며，여기서 상부 사암체는 하부의 적색 이암을 계단상으로 침식한 하도의 측면 경계를 보인다. 노두의 상부는 두꺼운 적색 이암이 우세하며 괴상의 사암도 있다. 일부 이암은 흑색 탄질셰일로 구성된다.
- 하산동층 중부의 노두는 남해고속도로 진교터널 인근에 발달한다. 이 노두는 4매의 사암층과 적색/회색의 이암이 교호한다.
- 하산동층 상부의 노두는 남해고속도로 곤양 나들목에서 3 km 동쪽에 발달한다. 이 노두의 하부는 적색 및 녹회색 니질사암으로 구성되며 수~수십 cm의 세립사암이 협재된다. 노두의 중부는 7 m 이상의 두꺼운 사암체이다.
- 하산동층 최상부의 노두는 남해고속도로 곤양 나들목에서 5 km 동쪽[35]의 절개면에 발달한다. 이 노두의 하부는 2매의 역질사암체와 적색 니질사암이 교호한다. 역질사암체의 두께는 2~4 m이며, 점이층리가 발달하고, 하부의 적색 이암을 침식하고 있다. 노두의 중부 및 상부는 두꺼운 적색 이암과 수평 연장성이 불량한 사암층이 교호한다.

#### 진주 유수리 백악기 화석 산지
진주시 내동면 유수리(북위 35° 08′ 02.23″ 동경 128° 01′ 18.74″ / 북위 35.1339528°  동경 128.0218722° )의 진주 유수리 백악기 화석 산지의 하산동층 내에서는 공룡 견갑골과 지골 화석, 공룡 발자국 화석, 공룡 발톱 화석, 악어 이빨 화석, 거북의 배갑 화석, 이매패류 화석, 탄화된 나무 그루터기 화석, 스트로마톨라이트, 생흔 화석 등 다양한 화석이 발견된다. 내동면 유수리 부근의 하상은 가화천이 흐르는 곳으로서 공룡의 골격, 이빨 화석 등이 보고된 바 있으며, 이와 함께 연체 동물의 화석, 스트로마톨라이트 등의 지질 기록이 산출되어 1997년 12월 천연기념물 제390호로 지정되었다. 이들 공룡 화석층과 주변 퇴적암 지층의 지질로부터 하산동층 퇴적 당시 이 지역에는 사행 하천과 호소 등이 발달해 있는 충적 평야가 펼쳐져 있었으며, 당시의 기후 조건은 건기와 우기가 발달하는 비교적 건조한 환경이었음을 알 수 있다.
진주시 유수리에 분포하는 하산동층의 상부는 범람원 상에 발달한 호성 퇴적층이다. 이 지층은 두께 4.6 m, 횡연장 400 m 의 암회색층으로 하도퇴적층을 기저로 하여 하부로부터 셰일과 세립사암 내지 실트스톤의 교호층, 셰일과 석회질 이암의 교호층, 얇은 셰일을 협재하는 세립사암층 순서로 구성되며 상한은 암회색층의 협재 없이 녹회색 사암과 녹회색 또는 자색 셰일의 호층이 시작되는 부분이다. 이 퇴적층에는 탄화된 나무 그루터기와 나뭇가지, 나무껍질 등이 발견되고 셰일층 내에는 Trigonioides와 Nagdongia 등의 이매패류 화석이 발견되며 자라의 등갑편도 발견된다. 이 퇴적층의 발달 특성은 하산동층 퇴적 당시 짧은 기간의 기후 변동이 일어났음을 지시한다. 이 일대에는 방해석으로 채워진 건열(desiccation crack)과 고토양(Palaeosol)도 발달한다. 이 지역에서 나타나는 건열의 특성은 습윤과 건조가 반복되는 계절성 기후를 지시한다.
김정률과 백인성(2008)은 진주시 유수리의 하산동층에서 비해성의 흔적 화석인 Diplocraterion luniforme을 발견하였다. 이 화석은 범람원 호수 환경에서 퇴적된 것으로 생각되는 회색 셰일에서 나왔다. 이외에 흔적 화석인 Planolites ichnosp., Skolithos ichnosp. and Taenidium ichnosp.도 같이 관찰된다.

#### 기타 화석
- 최승 외(2022)는 진주시의 하산동층에서 거북이 Oogenus Testudoolithus의 알과 알껍데기 화석을 발견했다.[41]
- 사천시 서포면 다평리의 서측 해안 지역의 하산동층 상부에 해당하는 2개 지층에서 공룡 화석이 확인되었다. 첫번째 지층에서는 수 cm 크기의 공룡 골편 화석들과 육식 공룡의 부러진 이빨 화석들이 발견되었다. 이 층준에서 150 m 상위에 발달한 두번째 지층의 역암층에서 약 20 cm 크기의 해면질 골조직으로 이루어진 흑색의 지골편 화석들이 발견되었으며 이와 함께 수 cm 크기의 골편 화석들이 역암층 내에 산재한다.[14]
- 사천시 서포면 비토리 산 9-56 지역의 사천 비토리 연체동물 화석산지는 비토섬 북쪽의 작은 섬인 송도 서측 해안(북위 34° 59′ 08.12″ 동경 127° 57′ 57.89″ / 북위 34.9855889°  동경 127.9660806° )에 위치한다. 하산동층-진주층 경계 200 m 하위에 있는 하산동층이며 하도 사암 및 범람원 기원의 이암으로 구성된다. 두꺼운 하도 사암에서는 주로 곡사층리가 관찰되며 담회색의 이암층에서는 Nagdongia soni, Plicatounio sp. 등 이매패류와 Viviparus sp. 복족류 등의 연체동물 화석을 관찰할 수 있다.[37]

### 하동군과남해군

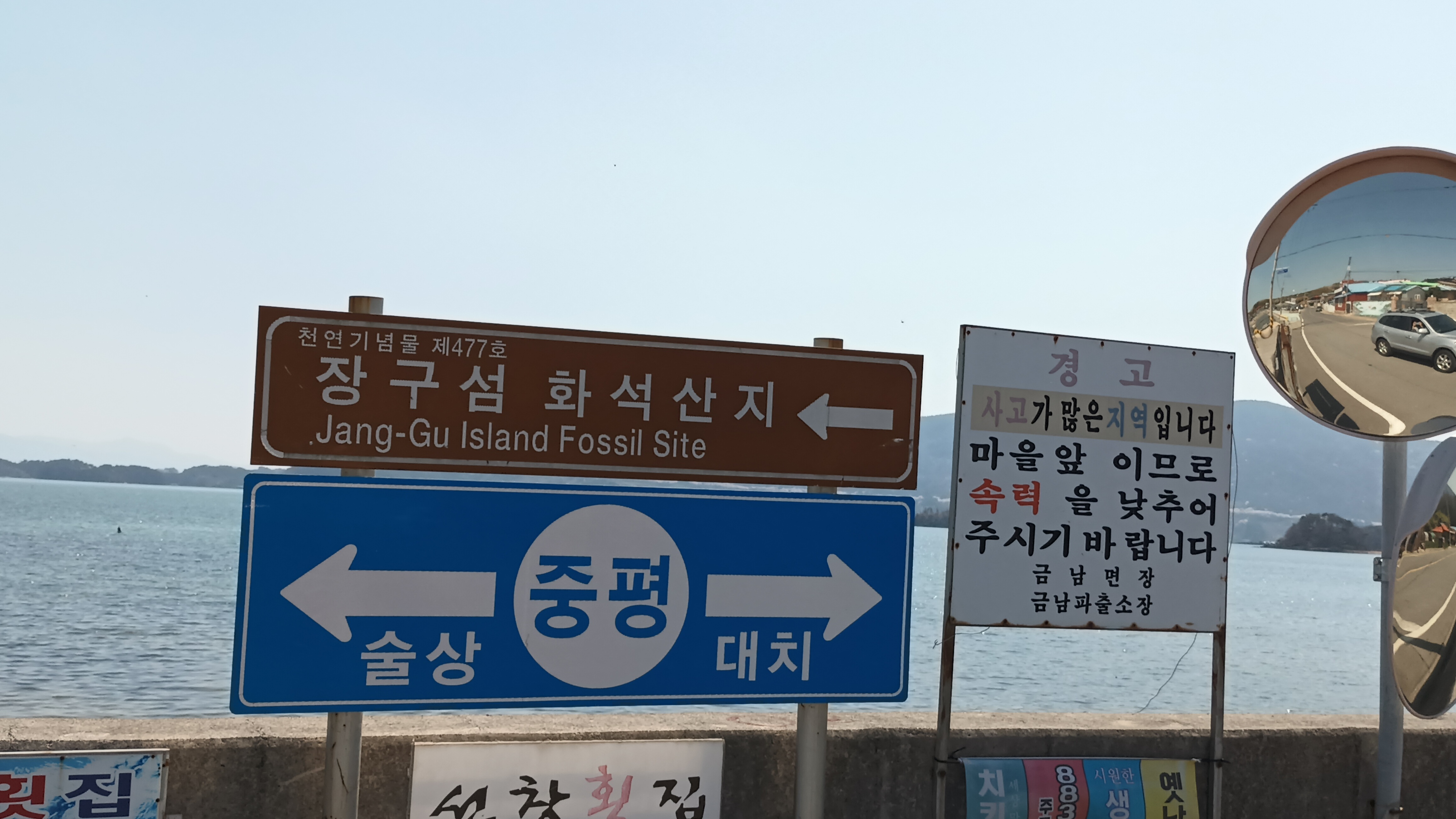
장구섬 화석산지 안내 표지판, 하동군 금남면 중평리

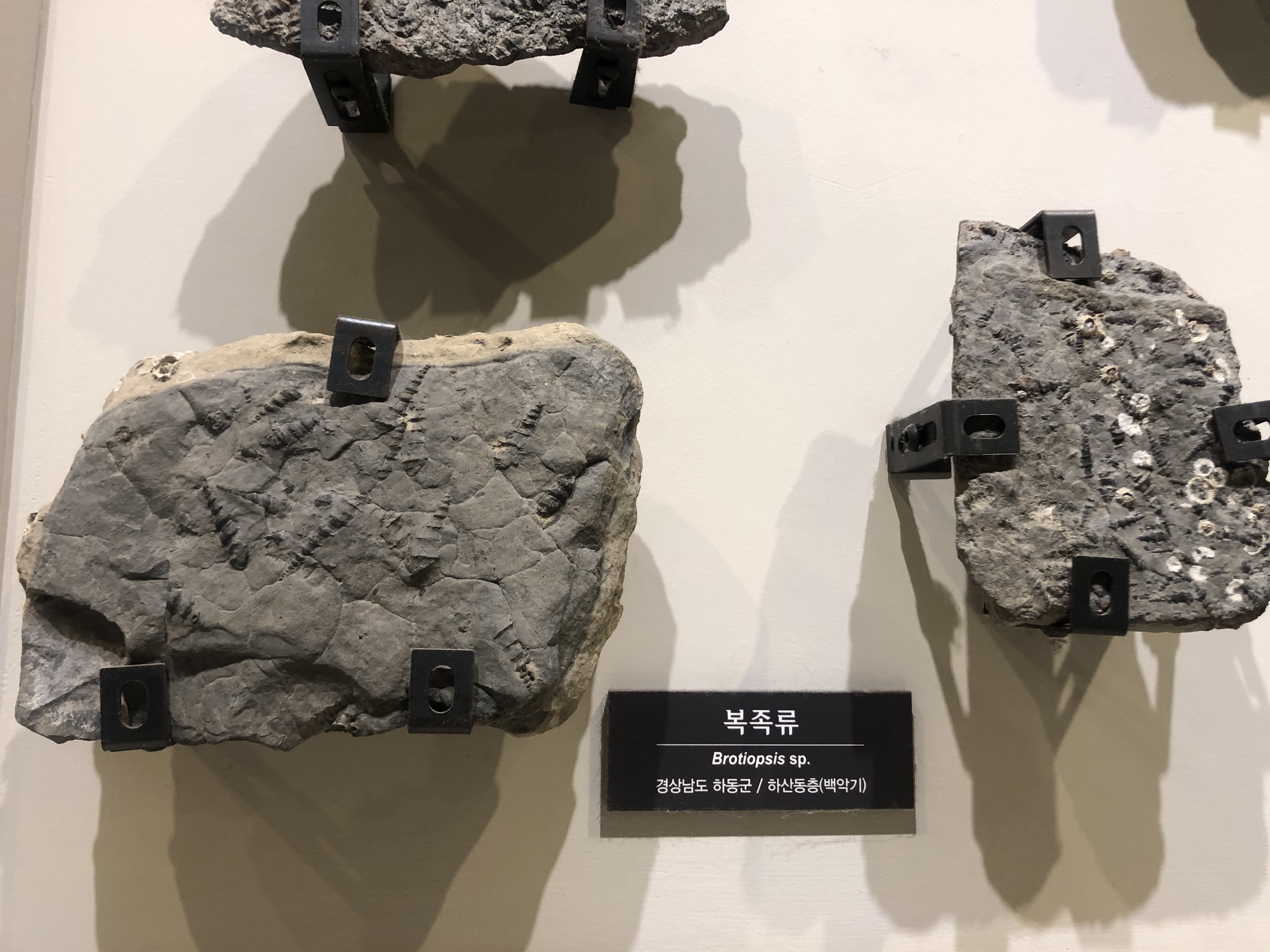
하산동층의 복족류 화석, 국립중앙과학관 전시

#### 암상
남해 지질도폭(1989)에 의하면 낙동층 위에 정합적으로 놓이며 상·하위층에 없는 붉은색의 자색층을 협재하고 있으며 사천시 서포면과 하동군 금남면 남동부, 남해군 설천면의 북서부를 중심으로 남서방향으로 대상(帶狀)으로 넓게 분포하고 있다. 본 층은 유백색 내지 담회색의 중립/조립질 사암, 함력(含礫)조립질사암, 역암, 역질 사암, 자색 내지 녹회색의 사질 이암, (암회색, 니질) 셰일과 실트스톤으로 구성되어 있다. 본 층의 주향과 경사는 화성암이 관입한 금남면 소재 연대봉 부근과 지역에 따라 다소 변화를 보이나 북동 50~80°, 남동 10~20°가 일반적이다. 그러나 남해도의 북서 해안쪽에는 주향이 차츰 동-서 및 북서 50~80°으로 변하는 경향을 보인다. 두께는 800~1000 m 정도이다.
남해군의 하산동층에는 간혹 하도(河道)역암층과 사층리가 발달하며 특히 남해군 고현면 덕신리 월곡리 해안가에는 하도역암층의 노두가 잘 나타나 있다. 하동군 금남면 계천리~금성면 궁항리 간 지역에서는 선캄브리아기 기반암과 하산동층 사이에 낙동층이 없고 하산동층이 직접 기반암을 부정합으로 덮는 부분이 있는데 이는 낙동층 퇴적 당시 이 부분이 기반암으로 된 언덕으로 이 언덕 위에는 고도 차이로 인해 낙동층이 퇴적될 수 없었던 것으로 해석된다.

#### 화석
- 양승영(1982)은 하동군 금남면 수문리의 하산동층에서 이매패류 화석을 발견하였다. 하산동층 하부층원은 이암/셰일과 사암이 교호하며 적색, 녹색, 녹회색, 암회색이 우세하고 하부와 중부 2개 층준에 역암이 협재된다. 하부층원에서는 3개 층준에 걸쳐 화석이 산출되며 Nagdongia soni의 화석이 암회색이나 녹회색 셰일에서 드물게 산출된다. 그리고 쌍각류 조개의 화석이 역암에서 산출된다. 하산동층 중부층원은 두께 100 m에 사암과 역암으로 구성되며 곳에 따라 셰일과 실트스톤이 협재되나 화석은 나오지 않았다. 하산동층 상부층원은 이암, 실트스톤, 셰일로 구성되며 일부 층준에서 사암과 역암이 교호한다. 상부층원에서는 Trigonioides(s.s.) kodairai, Plicatounio(s.s.) multiplicatus, Nagdongia soni, Brotiopsis wakinoensis, Viviparus sp. indet.가 산출되었다.[43]
- 하동군 진교면 양포리 발꾸미 마을 인근 해안에 위치한 종고섬(N 34°59'56.79", E 127°55'16.33", 간조 시에만 출입 가능)은 연체동물 화석 산지로 유명한 지역이다. 하산동층은 주로 적색의 이암과 셰일로 구성되며 사암층도 확인된다. 퇴적층은 수평 층리가 발달하고 사암층 상부 5 cm 구간에서 복족류 화석이 밀집되어 나타난다. 이매패류 화석도 관찰되는데 Plicatounio naktongensis의 모식 산지로 알려져 있다. 이 외에 연흔, 건열, 사층리 등이 함께 관찰된다.[37]
- 하동군 진교면 양포리 해안 지역에는 하산동층의 암층서적 특징인 붉은색 퇴적층이 없고 전반적으로 (암)회색을 띠는 괴상의 중립 내지 세립사암, 판상 엽층리가 발달한 세립사암, 판상 내지 사엽층리가 발달한 세립사암, 엽층으로 발달한 실트스톤과 이암의 호층, 셰일질이암 등으로 구성된다. 전반적으로 균일한 층리를 이루며, 호안에서 천호저 기원의 파도 연흔, 스트로마톨라이트, 복족류 패각화석층, 무척추동물 생흔화석 등이 나타난다. 이러한 퇴적 특성에 의해 이 퇴적층은 호성 기원으로 해석된다. 연구진들은 이 호성 퇴적층에 대해 암층서 단위인 양포리층원(Yangpori member)으로의 설정을 제안하였다. 이와 함께 양포리층원은 경상 누층군 내에서 스트로마톨라이트가 처음으로 나타나는 층원이라는 특징을 가진다.[2]
- 2002년 8월 18일 하동군 금남면 중평리의 무인도인 악도(장구섬, N 34°58'7.05", E 127°55'10.27", N 34°58'06.66", E 127°55'13.51")의 하산동층에서 국내 최초로 조각류 공룡의 이빨 화석이 발견되었다. 장구섬에서는 원시 악어의 머리뼈[44], 배갑 파편, 다양한 연체 동물의 화석이 발견된 바 있으며 이러한 화석들의 문화재적 가치가 인정되어 천연기념물 제477호로 지정되었다. 이 지역의 하산동층은 섬과 해안선을 따라 넓게 드러나 있으며 역암, 적색 내지는 회색의 응회질 또는 석회질(함력) 사암, 적색, 녹회색 내지 담회색 이암으로 구성된다. 지층의 전체적인 주향은 북동 30~70°, 경사는 남동 8~20°정도이며 두께는 1,200 m 정도이다. 하산동층의 중간 층준에 해당하는 장구섬은 북동 30°주향으로 발달하는 단층에 의해 섬 중앙부가 장구처럼 잘록하게 차별 침식되어 북서쪽과 남동쪽 섬으로 구분되며 조각류 이빨이 발견된 층준은 북서쪽 섬의 북동쪽 끝 담회색 내지 녹회색의 실트스톤 혹은 세립질 사암층이다.[45]
- 2004년 익룡 발자국이 하동군의 한 채석장의 하산동층에서 발견되어 신종 Pteraichnus koreanensis로 이름 지어졌다. 발견된 50개의 익룡 발자국은 크기 70×50 cm의 암회색 이암 블록에 보존되어 있으며 앞, 뒷발자국이 각 25개로 이들은 익룡이 4족 보행을 하였음을 나타낸다. 층서적으로 한국에서 가장 오래된 익룡 발자국이다. 이 발자국은 현존하는 아시아에서 가장 작은 발자국이다.[46][47]
- 하동군 금남면 대치리 산 115 (N 34°57'19.11", E 127°53'45.83")에 드러난 하산동층은 주로 붉은색 셰일로 구성되며 측방 연장성이 불량한 회색~담회색 조립질 사암층이 약 1 m 두께로 렌즈상으로 협재된다. 사암층 상부의 붉은색 이암에서는 서관 구조가 집중 발달하는데 자연 제방 환경으로 판단된다. 이 노두에서 관찰된 특징들로 보아 퇴적 당시의 환경은 건조한 충적 평야의 하도와 범람원 환경으로 해석된다.[37]
- 하동군 금남면 송문리 수문마을 해안의 노두에서 공룡 알 껍데기 화석이 발견되었다. 공룡 알의 수는 노두 표면에 2~3개이고, 암석에 내재되어 있는 알껍데기 파편의 잔존 흔적으로 합산하여 추정할 때 모두 6~7개 정도로 추정된다. 본 화석의 산출 층준은 하산동층 상부로서 Trigonioides Kodairai Kobayashi & Suzuki, 1936의 모식 산지 직하부에 해당하며 1972년 발견된 공룡알 화석 산지로부터 동쪽으로 약 50 m 떨어진 곳이다. 이 층은 이암, 실트스톤과 같은 세립질 퇴적물로 두껍게 쌓여 있고 사암과 역암이 협재되어 있다. 본 화석 산지 상하 인접 지층에서는 공룡 알 이외에 이빨과 늑골(肋骨) 화석이 발견되며 약 20 m 상부 층준에서는 용각류의 족흔열(足痕列, tracksway)이, 다시 25 m 상부에는 골편(骨片) 화석이 나타난다.[48][14]

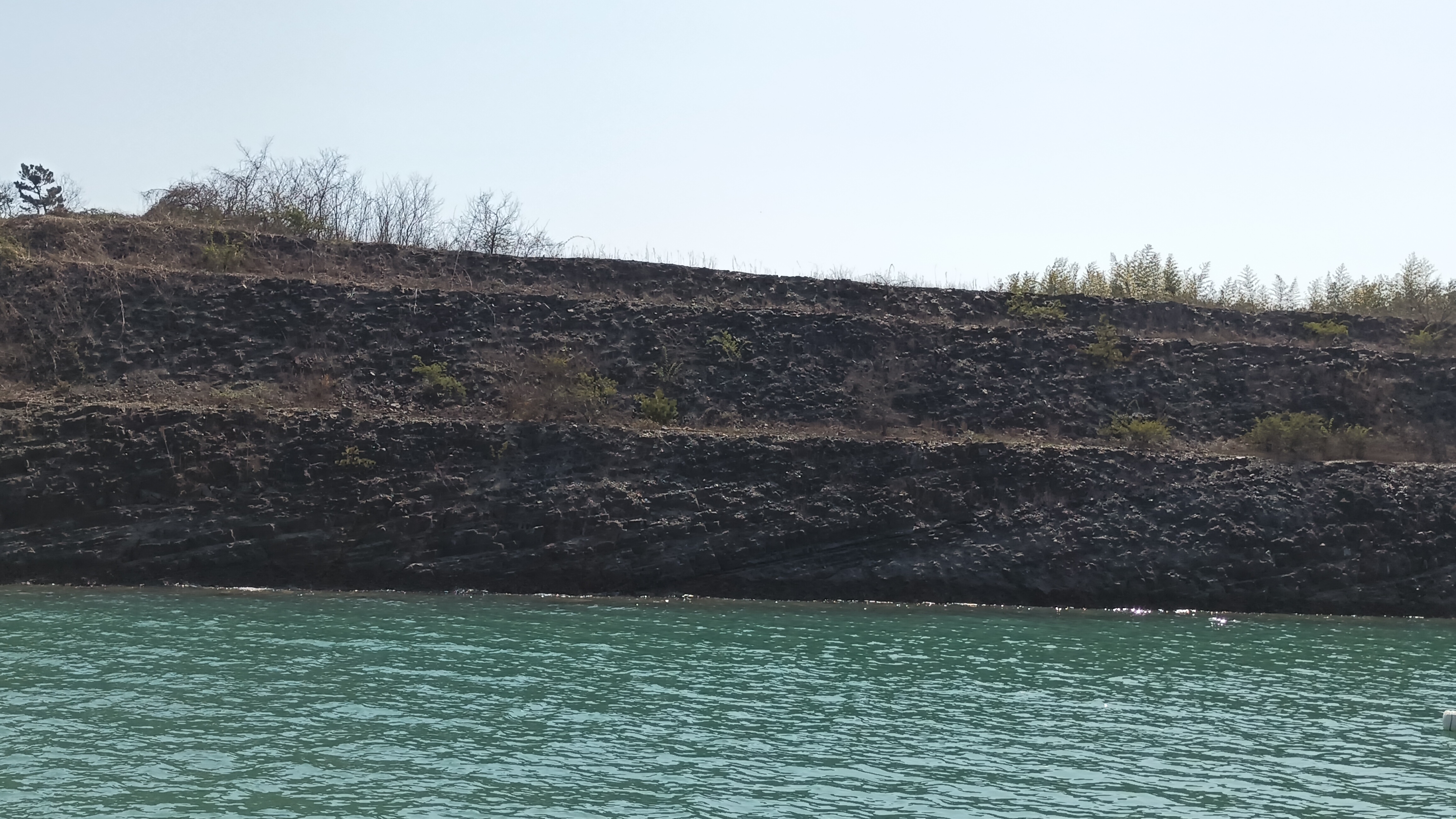
금남면 대송리 남쪽 곶의 하산동층. 남동쪽으로 경사한다.

- 하동군 금남면 대송리 한치마을의 해안(N 34°57'22.35", E 127°50'20.07")에 드러난 하산동층에서 복족류 화석 Brotiopsis wakinoensis가 산출되었다. 이곳의 하산동층은 회색 또는 담회색 이암과 사암 및 셰일이 우세하며 16개 층준에 걸쳐 다량의 복족류 화석이 산출된다. 화석이 산출되는 상, 하위 지층에는 연흔, 건열, 사층리 등의 구조가 발견된다. 화석 산지의 상부 층준에서 관찰된 사층리는 고수류가 남동쪽으로 흘렀음을 지시한다.[49][37]

- 하동군 금남면 대송리 남쪽 곶(대송리 575~547 일대)에 분포하는 하산동층(위 사진)에는 복족류 패각화석이 산출된다. 이 지역의 전반적인 구성 암석은 녹회색의 중립사암, 세립사암 그리고 회색 내지 암회색의 실트스톤과 이암 등으로서, 판상 내지 사엽층리, 곡상 사층리, 건열 구조, 서관구조, 석회질 단괴등이 수반되어 있으며 복족류 패각화석과 이매패 패각화석, 척추동물의 골편화석, 거북의 배갑편화석, 탄화된 식물편 화석 등이 산출된다. 패각화석층에서는 전반적으로 Brotiopsis wakinoensis 단일 종만이 높은 밀도의 군집 상태로 산출된다. 한편, 이 지역에서도 나타나는 수십 m 두께의 붉은색층을 협재하지 않은 퇴적층과 양포리 및 내구리 지역의 퇴적층이 층서적으로 동일한 층준인지는 야외노두의 단속적인 발달에 의해 분명치 않으나, 이들 퇴적층의 지표 상에서의 분포 위치와 퇴적층의 주향으로 미루어 이들 퇴적층은 대략적으로 하산동층의 중부에 해당된다. 이는 하산동층의 퇴적 기간 동안에 습윤한 기후가 단기간 발달하여 충적평원 상에 소규모의 얕은 호수가 국부적으로 형성되었음을 시사해 준다.[50]
- 하동군 금남면 대송리에 분포하는 하산동층의 하도 기원 함력조립사암층 내에서 크롬운모편(片)들이 확인되었다. 크롬운모편은 지방 광택의 녹색을 띠는 수 mm 내지 수 cm 크기의 아원상 내지 원마도가 양호한 판상 입자로 산출되어, 야외에 노출된 사암 내에서 비교적 쉽게 육안으로 관찰된다. X-선형광분석과 X-선회절분석 결과 이 광물의 화학구조식은 (K0.72Na0.03Ca0.04) (Al1.62Fe0.07Mg0.11Cr0.09)(Si3.52Ti0.02Al0.46)O10(OH)2로 계산되었으며, Cr2O3의 함량을 기준으로 fuchsite로 감정되었다. 이 지역의 하산동층에 중성 암맥들이 국부적으로 발달해 있으나, 이 지역에서 산출하는 크롬운모는 열수변질이나 광역 변성 작용을 받지 않은 함력조립사암층 내에 파편상으로 산재하여 나타난다. 이와 함께 크롬운모편들이 원마를 받은 상태로 일반 역들과 함께 산출함은 이들이 속성기원이 아닌 쇄설기원임을 뚜렷이 지시한다. 또한 크롬운모편이 산출돠는 퇴적층은 하산동층의 일반적인 퇴적환경인 하천 환경에서 퇴적되었으며 따라서 크롬운모편들은 기원지에 노출된 크롬운모를 함유한 암석의 침식 작용으로부터 기원한 것으로 해석된다.[51]
- 하동군 금성면 갈사리 나팔마을 앞 섬인 마도의 하산동층에서 1개의 보행열을 포함한 27족의 공룡 발자국 화석이 발견되었다. 이 지역에서 발견된 보행열은 4족 보행으로 보행열의 길이는 약 13.5 m이며 발자국 폭은 60-140 cm, 발자국 길이는 최대 1 m에 이르는 것도 있다. 발자국에는 앞발의 발톱이 선명하게 찍혀있으며 용각류 보행의 특징이 선명히 나타난다. 발자국이 발견된 지역은 섬의 남쪽이며 북서쪽에서는 이매패 화석도 산출되며 사층리와 석영 암맥, 생흔 화석도 흔히 발견된다.[52]
- 하동군 금성면 갈사리 앞바다 사주 지역의 한 돌섬에 분포한 하산동층에서 보존 상태가 양호한 용각류 공룡 골격 화석이 발견되었다. 본 지역의 퇴적층은 직경 약 30 m의 범위로 드러나 있으며 발달 두께는 5.7 m이다.[53]
- 하동군 금성면 가덕리의 도로공사 현장(N 34°57'27.72", E 127°48'36.98")에서 하산동층을 절단하는 서북서 방향의 공액상 정단층들이 발견되었다. 1 m 이내의 수직변위를 보이며 발달하는 정단층들은 상반의 퇴적단위가 하반의 그것보다 두껍고 퇴적층을 모두 절단하지 못하며 단층비지나 단층각력암을 포함하지 않고 하나의 단층면으로 나타나기 때문에 퇴적동시성 단층으로 판단된다. 천영범(2018)은 이 단층들이 경상 분지의 확장 당시에 형성되었음을 지시한다고 설명하였다.[54]
- 하동군 갈사만 (하동화력발전소) 부근 2개 지역의 하산동층 중부 퇴적층에서 특이한 형태의 불규칙적인 서관 구조가 관찰되었다. 조간대 사주 지역에 위치한 서관 구조가 보존된 퇴적층은 두께 약 70 cm 정도의 사질이암층으로서 이 이암층에서는 거북의 배갑편, 경린 어류의 비늘, 이매패류의 패각편 등이 드물게 산출된다. 이곳에서 북북동으로 약 2.5 km 떨어진 금성면 가덕리에 드러난 하산동층에서도 서관 구조가 발견되었다. 도로 공사로 드러난 두께 25 m 정도의 퇴적암 지층에는 단층이 관찰되며 붉은색 이암 내지 셰일질 이암층이 흔히 발달된 가운데에 침식기저면이 뚜렷이 발달한 상향 세립화의 양상을 보이는 조립질 내지 세립질 사암층이 협재하는 것이 특징이다. 이와 함께 이질암층에는 10 내지 30 cm 두께의 사암 렌즈가 부분적으로 나타나며, 녹회색의 셰일질 이암이 간헐적으로 협재되어 나타난다. 일부 이암층에서는 무척추동물의 생흔기록이 드물게 나타나며, 탄화된 식물편(片)화석이 드물게 관찰된다. 특이 서관 구조는 하위의 붉은색 이암과 녹회색 셰일질 이암이 교호되어 있는 가운데에 회색질의 중립질 내지 세립질 사암과 녹회색 세립질 사암층이 협재하는 특성을 띠는 부분에서 나타났다. 이들 서관 구조는 건기와 우기가 뚜렷이 변하는 양극성 기후에 적응하기 위해 땅에 구멍을 파며 생활하는 소형 척추동물에 의해 생성된 것으로 해석된다.[55]
- 2002년 하동군 금남면 대도리에 속한 조그만 무인도인 주지섬의 하산동층에서 3개의 새로운 수각류 이빨이 산출되었다. 3개의 이빨은 낱개로 분리되어 발견되었지만 발견 장소가 매우 가깝고 같은 층준에서 발견되었으며 이빨의 형태가 동일해 같은 종류의 수각류 이빨로 추정된다. 특히 이들 이빨 중 한 개는 추정된 치관의 길이가 81 mm로 한국에서 발견된 수각류 이빨 중 가장 크다. 이들 이빨을 기존의 알려진 수각류의 표준자료군에 대비한 결과 북미에서 발견된 Acrocanthosaurus와 가장 유사하게 나타났다. 이들 이빨은 기존에 한국에서 발견된 이빨과 형태적으로 달라 새로운 수각류임을 지시한다. 중국과 몽골의 전기 백악기 수각류들과 비교했을 때 단지 이빨만 알려진 Prodeinodon (nomen dubium)의 것과 가장 유사하다. 본 표본들은 한국에서 전기 백악기 기간 동안 다양한 수각류가 존재했음을 나타내며 특히 길이가 10 m가 넘는 대형 육식 공룡도 한반도에 살았음을 지시한다.[56]
- 하동군 금남면 대도리 대도의 해안선에 노출된 중부 하산동층에서 익룡의 네 번째 앞발가락 뼈 일부가 발견됐다. 전기 백악기에 생존했던 아시아 익룡들과의 크기 및 형태 비교를 통해 이 화석은 cf. Boreopteridae로 분류되었다. 이 화석은 하성 퇴적층에서 발견됐기 때문에 Boreopteridae가 강 주변에서도 생활했음을 보여준다.[57]
- 임종덕 외(2002)는 금남면 대도리 대도의 하산동층에서 수각류 공룡의 이빨 화석을 발견하고 Prodeinodon의 이빨과 유사하며 megalosaurids가 쥐라기-백악기 경계를 넘어서도 생존했다고 설명했다.[58] 그러나 윤창규(2020)은 이 화석이 Acrocanthosaurus에 속한다고 설명하였다.[59]

#### 노두 사진
아래 사진에 제시된 하산동층의 해안가 노두는 모두 도로에 인접해 있어 차량 및 도보로 접근 가능하다.
하동군 진교면 양포리-술상리 해안의 하산동층 (진교면 양포리 산 24, 산 8-54 및 술상리 산 96-14 해안지역)
- 진교면 양포리 산 24
북위 35° 00′ 15.8″ 동경 127° 55′ 16.7″ / 북위 35.004389°  동경 127.921306°
- 진교면 양포리 산 24
북위 35° 00′ 15.7″ 동경 127° 55′ 17.7″ / 북위 35.004361°  동경 127.921583°
- 노두 전경
북위 34° 59′ 59.6″ 동경 127° 55′ 08.2″ / 북위 34.999889°  동경 127.918944°
- 사진 뒤로 보이는 건물은 발꾸미횟집(진교면 발꾸미길 102)
북위 35° 00′ 02.8″ 동경 127° 55′ 10.0″ / 북위 35.000778°  동경 127.919444°
- 한 개 층준에 선명한 연흔 구조가 드러나 있다.
북위 35° 00′ 02.0″ 동경 127° 55′ 09.6″ / 북위 35.000556°  동경 127.919333°
- 자색사암과 셰일이 교호
북위 34° 59′ 59.6″ 동경 127° 55′ 08.1″ / 북위 34.999889°  동경 127.918917°
- 퇴적동시성 정단층
북위 34° 59′ 59.7″ 동경 127° 55′ 08.1″ / 북위 34.999917°  동경 127.918917°
- 진교면 술상리 술상항 북서쪽 해안로 나무데크길 아래의 하산동층
북위 34° 59′ 23.9″ 동경 127° 55′ 09.1″ / 북위 34.989972°  동경 127.919194°

하동군 금남면 대치리 해안의 하산동층 (금남면 대치리 산 116-1 및 산 120-19 해안지역)
- 금남면 대치리 산 116-1
북위 34° 57′ 31.2″ 동경 127° 53′ 52.6″ / 북위 34.958667°  동경 127.897944°
- 금남면 대치리 산 116-1
북위 34° 57′ 32.9″ 동경 127° 53′ 53.8″ / 북위 34.959139°  동경 127.898278°
- 금남면 대치리 산 116-1
북위 34° 57′ 33.8″ 동경 127° 53′ 53.9″ / 북위 34.959389°  동경 127.898306°
- 금남면 대치리 산 116-1
북위 34° 57′ 33.8″ 동경 127° 53′ 53.9″ / 북위 34.959389°  동경 127.898306°
- 금남면 대치리 산 116-1
북위 34° 57′ 34.1″ 동경 127° 53′ 53.8″ / 북위 34.959472°  동경 127.898278°
- 사질역암층
북위 34° 57′ 29.6″ 동경 127° 53′ 41.0″ / 북위 34.958222°  동경 127.894722°
- 역들이 군데군데 박혀 있다.
북위 34° 57′ 29.3″ 동경 127° 53′ 39.9″ / 북위 34.958139°  동경 127.894417°
- 북위 34° 57′ 27.3″ 동경 127° 53′ 43.0″ / 북위 34.957583°  동경 127.895278°
- 북위 34° 57′ 27.4″ 동경 127° 53′ 43.0″ / 북위 34.957611°  동경 127.895278°
- 북위 34° 57′ 27.0″ 동경 127° 53′ 43.1″ / 북위 34.957500°  동경 127.895306°

하동군 금남면 송문리 해안의 하산동층 (금남면 송문리 산 191 남동 해안지역)
- 이암층 위에 하도구조에 의해 형성된 사암층이 퇴적되었다. 뒤로 남해대교가 보인다.
북위 34° 56′ 50.8″ 동경 127° 51′ 08.1″ / 북위 34.947444°  동경 127.852250°
- 선명한 사층리 구조
북위 34° 56′ 50.9″ 동경 127° 51′ 08.5″ / 북위 34.947472°  동경 127.852361°
- 남측에서 바라본 노두
북위 34° 56′ 50.6″ 동경 127° 51′ 08.7″ / 북위 34.947389°  동경 127.852417°
- 사층리 구조
북위 34° 56′ 50.9″ 동경 127° 51′ 08.5″ / 북위 34.947472°  동경 127.852361°
- 선명한 사층리 구조
북위 34° 56′ 51.0″ 동경 127° 51′ 08.7″ / 북위 34.947500°  동경 127.852417°
- 뒤로 남해대교가 보인다.
북위 34° 56′ 51.1″ 동경 127° 51′ 08.3″ / 북위 34.947528°  동경 127.852306°
- 노두 근경
북위 34° 56′ 51.6″ 동경 127° 51′ 08.5″ / 북위 34.947667°  동경 127.852361°

기타 하동군의 하산동층
- 가덕리 갈사만조선산업단지 진입도로의 하산동층
북위 34° 57′ 28.2″ 동경 127° 48′ 37.1″ / 북위 34.957833°  동경 127.810306°
- 가덕리 갈사만조선산업단지 진입도로, 명덕교차로 절개사면
북위 34° 57′ 50.6″ 동경 127° 48′ 52.3″ / 북위 34.964056°  동경 127.814528°
- 하동군 진교면 진교리 상평사거리 북동측 경충로 도로변 (도로명주소: 진교면 경충로 1089 전면)

남해군 고현면 갈화리 해안의 하산동층 (고현면 갈화리 산 171-3~168-1 및 1584-1 해안지역)
- 북위 34° 53′ 59.0″ 동경 127° 49′ 59.0″ / 북위 34.899722°  동경 127.833056°
- 북위 34° 54′ 02.0″ 동경 127° 49′ 50.0″ / 북위 34.900556°  동경 127.830556°
- 북위 34° 54′ 13.0″ 동경 127° 49′ 42.0″ / 북위 34.903611°  동경 127.828333°
- 북위 34° 54′ 12.0″ 동경 127° 49′ 40.0″ / 북위 34.903333°  동경 127.827778°
- 북위 34° 53′ 39.5″ 동경 127° 49′ 41.5″ / 북위 34.894306°  동경 127.828194°

### 광양시와여수시
광양 지질도폭(1989)에 의하면 광양시 구봉산-봉화산 남쪽 일대 황금동과 황길동 등지에 넓은 분포를 보이고 광영동 부근에서 하위의 낙동층을 정합적으로 덮으며 좁아진다. 이 층의 대부분은 적자색(赤紫色) 실트스톤과 적색 셰일이 우세하며 갈색 내지 회색의 조립질 사암과 역암이 우세한 층도 있다. 하천성 호소(湖沼)와 하도(河道)환경 하에서 퇴적된 것으로 보인다.
광양시 황금동 일대를 중심으로 분포하는 중생대 백악기 하산동층의 퇴적 환경을 추정하기 위하여 퇴적암석학적 연구를 실시한 결과, 황금동 일대의 하산동층은 건기와 우기가 반복되는 아건조 환경(=사바나 기후)에서 범람원 환경으로 변화해가는 퇴적환경에서 주변의 변성암 및 퇴적암들을 근원암으로 하여 이루어진 것으로 생각된다. 또한 연구의 부수적인 결과로 황금동 지역 하산동층 노두의 하부에서 보존이 매우 불량한 식물 화석의 파편들이 산출되었다. 이들 식물 화석 파편들은 탄화 정도가 심하고 우상엽(羽狀葉, pinnae)의 일부, 우상엽이 부착하는 엽맥(葉脈, rachis)으로 믿어지는 부분 및 줄기(stem)의 일부로 보이는 부분들이 10개체 정도 관찰되었다. 이 역시 하산동층 퇴적 당시의 기후가 건기와 우기가 교대되는 온난한 아건조 기후였음을 시사한다.
여수시 내에서 하산동층은 율촌면 신풍리의 여수공항 일대, 소라면 덕양리와 화치동 여수산업단지 일대에 주로 분포하며 월하동 일대에 소규모 분포한다. 본 층은 여수시 지역에서 이미 소멸된 낙동층 대신 가장 하위층을 이루고 있고 하산동층의 상위층인 유천층군의 화산암류와는 분출 및 관입에 의한 부정합 관계를 갖고 있다. 주로 역질 사암과 사암, 옅은 적색 이암으로 구성되어 있다.
| 도폭     | 구성 암석 | 두께 (m)    | 지층명   |
| -------- | --- | ----------- | -------- |
| 예천도폭 | 역암, 역질사암, 알코스사암 및 자색 셰일, 간혹 암회색 또는 암녹색 셰일이 협재 |             | 하산동층 |
| 낙동도폭 | (상부 문암산층원) 회색 역암, 역질사암, 자색 실트스톤, 탄질 셰일이 국부적으로 협재 (하부 다인층원) 역질사암 가운데에 자색 또는 연녹색의 실트스톤이 협재                                      | 1600        | 하산동층 |
| 의성도폭 | (상부 문암산층원) 역암, 사암, 자색 실트스톤 또는 이암 (하부 다인층원) 역질 사암, 알코스사암, 자색 이암 또는 실트스톤이 협재, 드물게 암회색 또는 흑색 셰일이 협재                            | 700 750     | 하산동층 |
| 군위도폭 | 사암, 셰일, 자색 셰일 또는 미사암, 역질사암 및 역암 | 700         | 하산동층 |
| 대율도폭 | 알코스사암, 자색 실트스톤, 회색 셰일, 중부에 백색 역질사암 및 역암층 협재 | 500         | 하산동층 |
| 대구도폭 | 이암, 셰일, 사암, 역암 | 1300        | 하산동층 |
| 왜관도폭 | 이암, 셰일, 사암, 역암 | 1300        | 하산동층 |
| 현풍도폭 | 담회색, 녹회색 및 갈색 이암, 셰일, 사암, 자색 이암, 셰일, 갈색 역암 | 700~800     | 하산동층 |
| 창녕도폭 | (담)회색, 녹회색, 갈색의 이암, 셰일, 사암, 역암, 자색 이암과 셰일 협재 | 상부 250    | 하산동층 |
| 합천도폭 | 사암, 역암, 셰일, 자색 셰일 | 600         | 하산동층 |
| 삼가도폭 | 녹회색 셰일, 사질 셰일, 함력질사암, 자색 사질셰일, 회색 셰일, 석회암, 담회색 알코스사암 | 750         | 마동층   |
| 진주도폭 | 담회색 알코스질사암, (녹)회색 사질셰일, 석회질셰일, 흑색 셰일의 호층, 석회암 협재 | 1200        | 마동층   |
| 단성도폭 | 회색 세립질사암, 회색 셰일, 자색 석회질-사질셰일 |             | 마동층   |
| 사천도폭 | (상부 자색셰일대) 자색 셰일에 중립질사암이 협재 (중부 사암대) 세립/중립질사암층에 자색, 회색, 녹회색 셰일 협재 (하부 녹회색 셰일대) 중립/세립질사암과 호층을 이루고 자색 및 사질셰일이 협재 | 500         | 마동층   |
| 진교도폭 | (상부 자색셰일대) 자색 셰일, 엷은 중립질사암 협재 (중부 사암대) 세립/중립질 사암층 (하부 녹회색 셰일대) 중립/세립질 사암과 호층을 이루고 자색 및 사질셰일이 협재                            | 130 480 460 | 마동층   |
| 남해도폭 | 유백색 내지 담회색의 중립/조립질 사암, 함력조립질사암, 역암, 역질사암, 자색/녹회색의 사질이암, (암회색/니질) 셰일, 실트스톤                                                                 | 800~1000    | 하산동층 |
| 광양도폭 | 적자색 실트스톤/적색 셰일 우세층, 갈색/회색의 조립질사암 및 역암 우세층 |             | 하산동층 |
| 여수도폭 | 역질사암과 사암, 담적색 이암 |             | 하산동층 |

## 같이 보기
- 경상 누층군
- 낙동층
- 진주층
- 한국의 지질